# Manuel Ávila Camacho

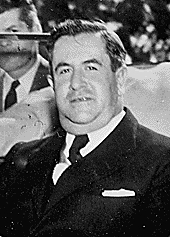
Manuel Ávila Camacho (1943)

Manuel Ávila Camacho (* 24. April 1897 in Teziutlán, Puebla; † 13. Oktober 1955 in Mexiko-Stadt) war Präsident Mexikos (1. Dezember 1940 bis 30. November 1946).

## Leben
Ávila Camacho wurde am 24. April 1897 in Teziutlán im Bundesstaat Puebla geboren. Seine Brüder Maximino Ávila Camacho und Rafael Ávila Camacho waren Gouverneure von Puebla. Während der mexikanischen Revolution konnte er nur mit Mühe seinen Abschluss an der Escuela Nacional Preparatoria machen. Ab 1914 war er Soldat; 1920 diente er als Oberst unter Lázaro Cárdenas; 1929 wurde er Brigadegeneral und kämpfte gegen den Escobar-Aufstand. Von 1936 bis 1939 war er Kriegs- und Marinesekretär der Regierung.
1940 machte ihn Cárdenas zum Präsidentschaftskandidaten der zwei Jahre zuvor gegründeten „Partei der Mexikanischen Revolution“ (PRM), der späteren Partido Revolucionario Institucional (PRI). Cárdenas zog dabei Ávila Camacho seinem Freund Francisco J. Mújica vor. Bei der Wahl siegte Ávila Camacho über den Gegenkandidaten Juan Andrew Almazán und wurde am 1. Dezember 1940 Präsident Mexikos. Im Zweiten Weltkrieg bezog er gegen erhebliche Widerstände im eigenen Land Position gegen die Achsenmächte Deutschland, Italien und Japan. Nachdem zwei mexikanische Öltanker von deutschen U-Booten im Golf von Mexiko zerstört worden waren, erklärte er im Mai 1942 den Achsenmächten den Krieg, schickte 15.000 Soldaten in den Kampf und 300.000 Arbeiter in die USA (Bracero-Programm), um die dort entstandenen Lücken zu füllen.
Zum Nutzen der armen Bevölkerungsschichten initiierte er 1943 Sozialversicherungen und ein Alphabetisierungsprogramm; führte die landwirtschaftlichen Reformen fort und fror die Mieten ein. Mit einer Wahlrechtsreform sorgte er aber auch dafür, dass Kommunisten von den Wahlen ausgeschlossen wurden. 1946 benannte er die PRM in PRI um.
Nach seiner Amtszeit als Präsident zog er sich auf sein Landgut zurück.
Manuel Ávila Camacho war verheiratet mit Soledad Orozco. Er starb am 13. Oktober 1955 in Mexiko-Stadt.